# 中国新聞社 (中華人民共和国)
中国新聞社（ちゅうごくしんぶんしゃ、中国語: 中国新闻社、英語: China News Service）、略称中新社は新華社と並ぶ中華人民共和国の国営通信社である。本部は北京市にあり、国内外に複数の支局を置いている。
なお、日本の広島県に本社を置く中国新聞社 とは無関係である。

## 概要
華僑向け通信社であり、海外メディアへ中国関連ニュースの配信を行うことが主な業務である。また、同社は中国で最初にインターネットのウェブサイトを開設した会社でもある。1995年に香港でwww.chinanews.comを設立し、1999年1月1日には、中国新聞社本部に「中国新聞網（中新網）www.chinanews.com.cn」を設立した。
中国新聞社の前身は、日中戦争期間中の1938年に中国共産党の指導の下、范長江と胡愈之が組織した国際新聞社である。中華人民共和国建国後、1952年9月14日に現在の「中国新聞社」に改名。初代社長には、上海市副市長（1952年11月-1967年2月）を務めた社会活動家であり、国際問題評論家の金仲華が就任した。同社は同年10月1日、正式に海外へのニュース配信をスタートした。
中国新聞社の本部は北京市にあり、国内では各省・自治区・直轄市、香港、マカオに、海外では東京、バンコク、クアランプール、ニューヨーク、ワシントン、ロサンゼルス、サンフランシスコ、バンクーバー、ロンドン、パリ、シドニー、モスクワなどに支局を置いている。また、台湾にも駐在記者を派遣している。北京、ニューヨーク、香港支局は記事配信の拠点となっている。日本でのニュース配信業務は「中国新聞網」名義で行われており、東京支局がある。

## 注目された報道
韓国起源説について、「文化の強奪を通じて、文化の少なさを補おうとしている」「韓国が他国の文化を強奪するのは、文化に対するコンプレックスがあるからだ」として、起源に固執する理由は「経済的・政治的に成長を遂げながらも、世界に対する影響に制約があるのは、自国の文化的影響力が足りないためと思っているからに違いない」と分析している。

## 組織

### 支局
中国国内
広東支局、福建支局、上海支局、広西支局、海南支局、山東支局、四川支局、香港支局、澳門支局
国外
アメリカ支局、日本支局、フランス支局、オーストラリア支局

### 支部
- 青島支部、重慶支部、江西支部、江蘇支部、遼寧支部、安徽支部、雲南支部、天津支部、浙江支部、温州支部、湖北支部、陝西支部、新疆支部、河南支部、深圳支部、珠海支部、汕頭支部、恵州支部、福州支部、厦門支部、泉州支部、漳州支部、北海支部、三亜支部

### 傘下媒体
- 中新社通信、中新社写真、中新社映像、日刊中国新聞、月刊中華文摘、新聞週刊、華声視点、月刊欧中経貿

### 関連会社
- 南海影業公司、四海公司、長虹広告公司、中国新聞社香港支局有限公司、米中文化出版有限公司

### 主要契約媒体
中国人民日報 、中央電視台、羊城晩報、北京晩報
香港明報、信報、文匯報、大公報
台湾中央社、中国時報
アメリカ僑報、パンダテレビ局
日本日本放送協会、読売新聞、東京新聞、サーチナ

## アメリカでの扱い
アメリカ合衆国国務省は2020年6月、中国新聞社は独立した報道機関ではなく、中国共産党の支配下にあるプロパガンダ機関として諜報活動と世論戦、情報戦を仕掛ける宣伝機関であるために、中国中央テレビ、人民日報、環球時報とともに「外国使節団」と認定している。